# 雅克·卡蒂亞廣場

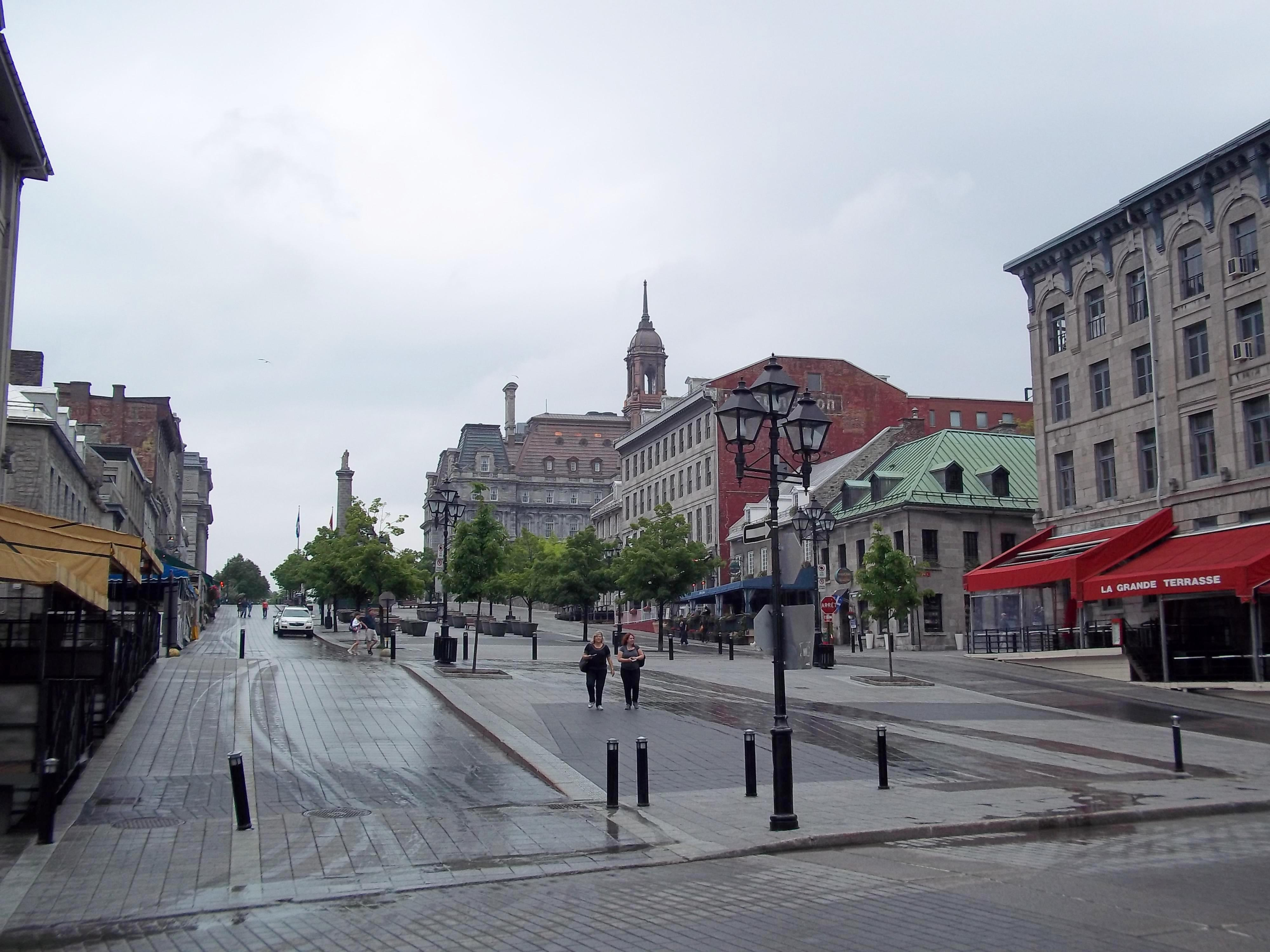

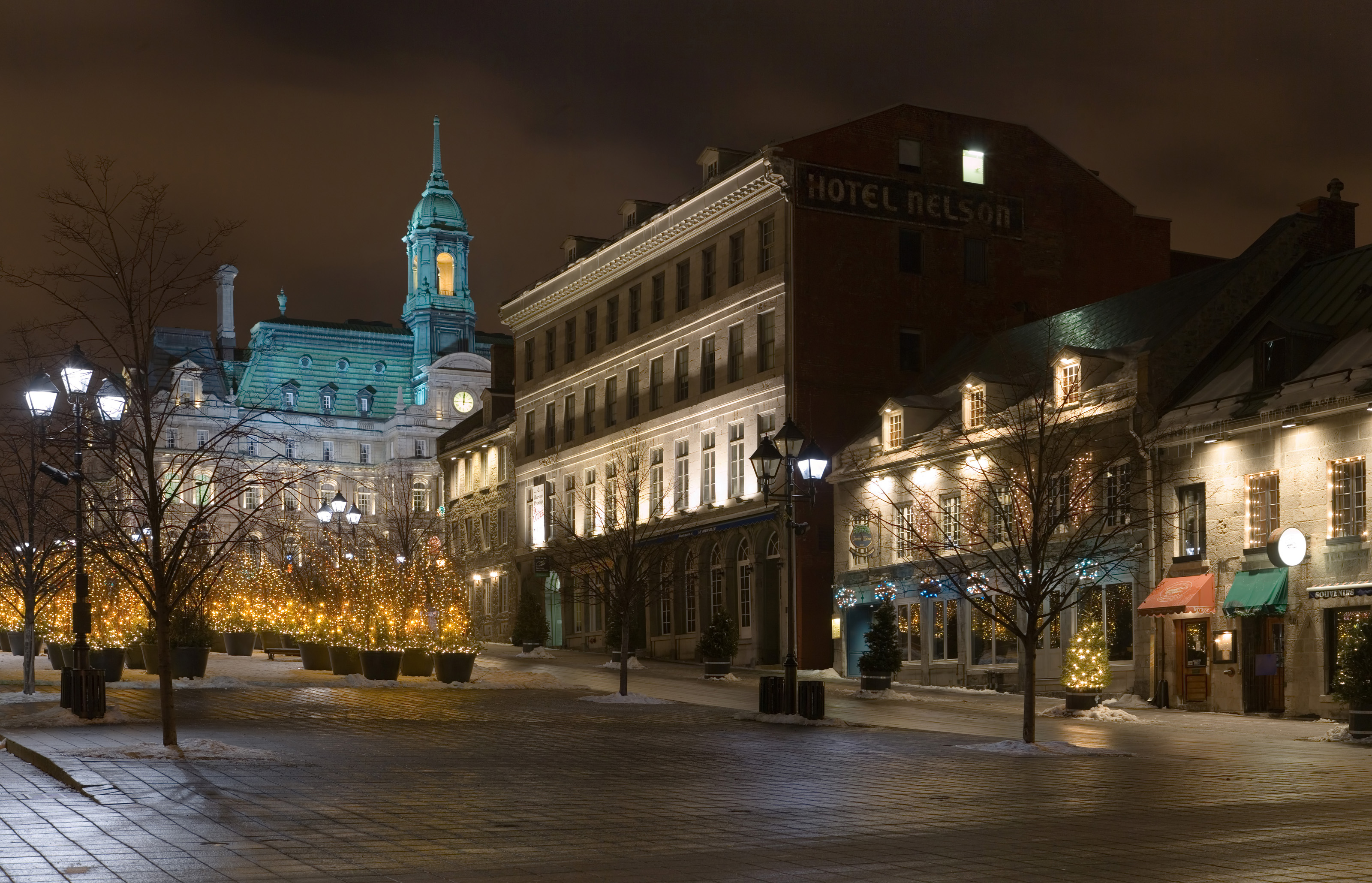

雅克·卡蒂亞廣場（Place Jacques-Cartier）是位於加拿大魁北克蒙特利爾蒙特利爾舊城的一座廣場，也是蒙特利爾舊港的入口。廣場上有眾多餐廳和咖啡館等休閒設施。
1723年，沃德勒伊城堡（Château Vaudreuil）在此兴建，其花园就在今天广场所在的位置。城堡在1803年烧毁，此处改为公共广场，称为新市场广场（New Market Place）。1809年，蒙特利尔的第一个公共纪念碑纳尔逊纪念柱树立于此。1847年，为纪念在1535年首個發現加拿大的法國探险家雅克·卡蒂亞，广场以他的名字重新命名。

## 外部連結
- Official website including a live webcam of Place Jacques-Cartier （页面存档备份，存于）